# Représentations diplomatiques des Bahamas

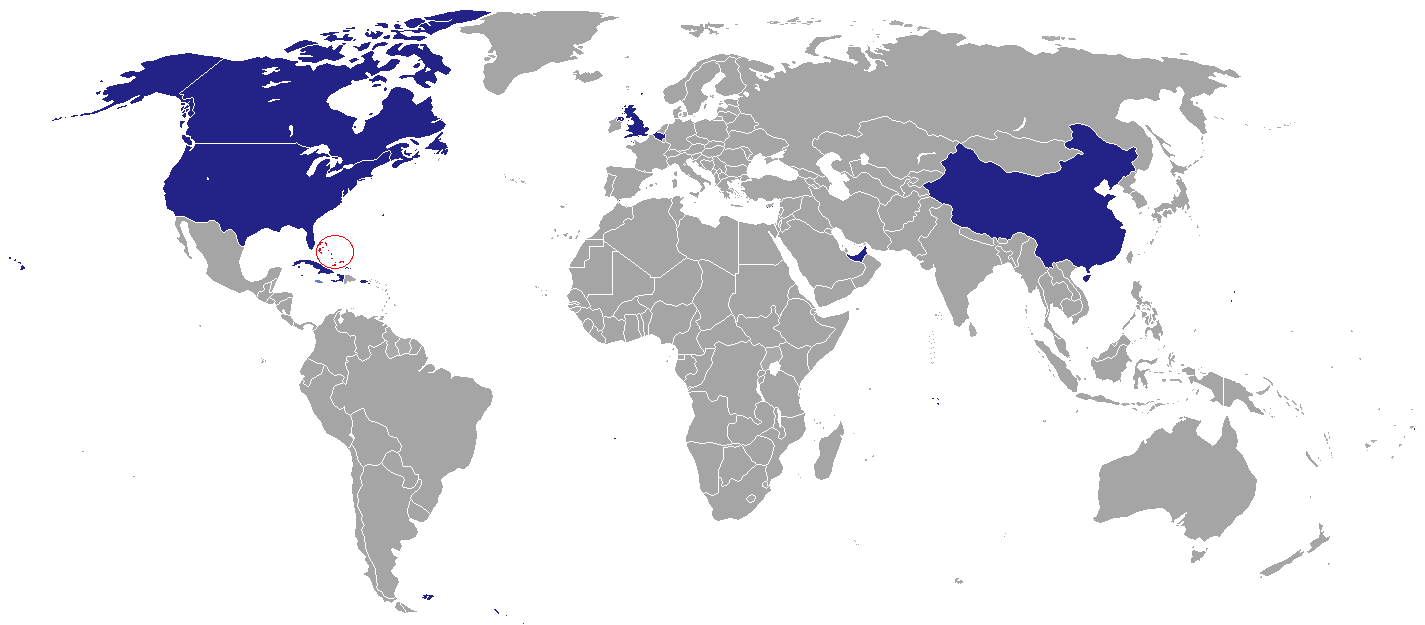
Carte des représentations diplomatiques des Bahamas.

Ceci est une liste des représentations diplomatiques des Bahamas. Les Bahamas ont un très petit nombre de missions diplomatiques, comme indiqué ci-dessous (à l'exclusion des consulats honoraires).

## Amérique
- Canada
  - Ottawa (haut commissariat)
  - Toronto (consulat général)
- Cuba
  - La Havana (ambassade)
- États-Unis
  - Washington (ambassade)
  - Atlanta (consulat général)
  - Los Angeles (consulat général)
  - Miami (consulat général)
  - New York (consulat général)
- Haïti
  - Port-au-Prince (ambassade)
- Jamaïque
  - Kingston (consulat général)

## Asie
- Chine
  - Pékin (Ambassade)
- Émirats arabes unis
  - Abou Dabi (ambassade)

## Europe
- Belgique
  - Bruxelles (ambassade)
- Royaume-Uni
  - Londres (haut-commissariat)

## Organisations internationales
- ONU
  - Genève (mission permanente)
  - New York (mission permanente)
- Organisation des États américains
  - Washington (mission permanente)

## Galerie

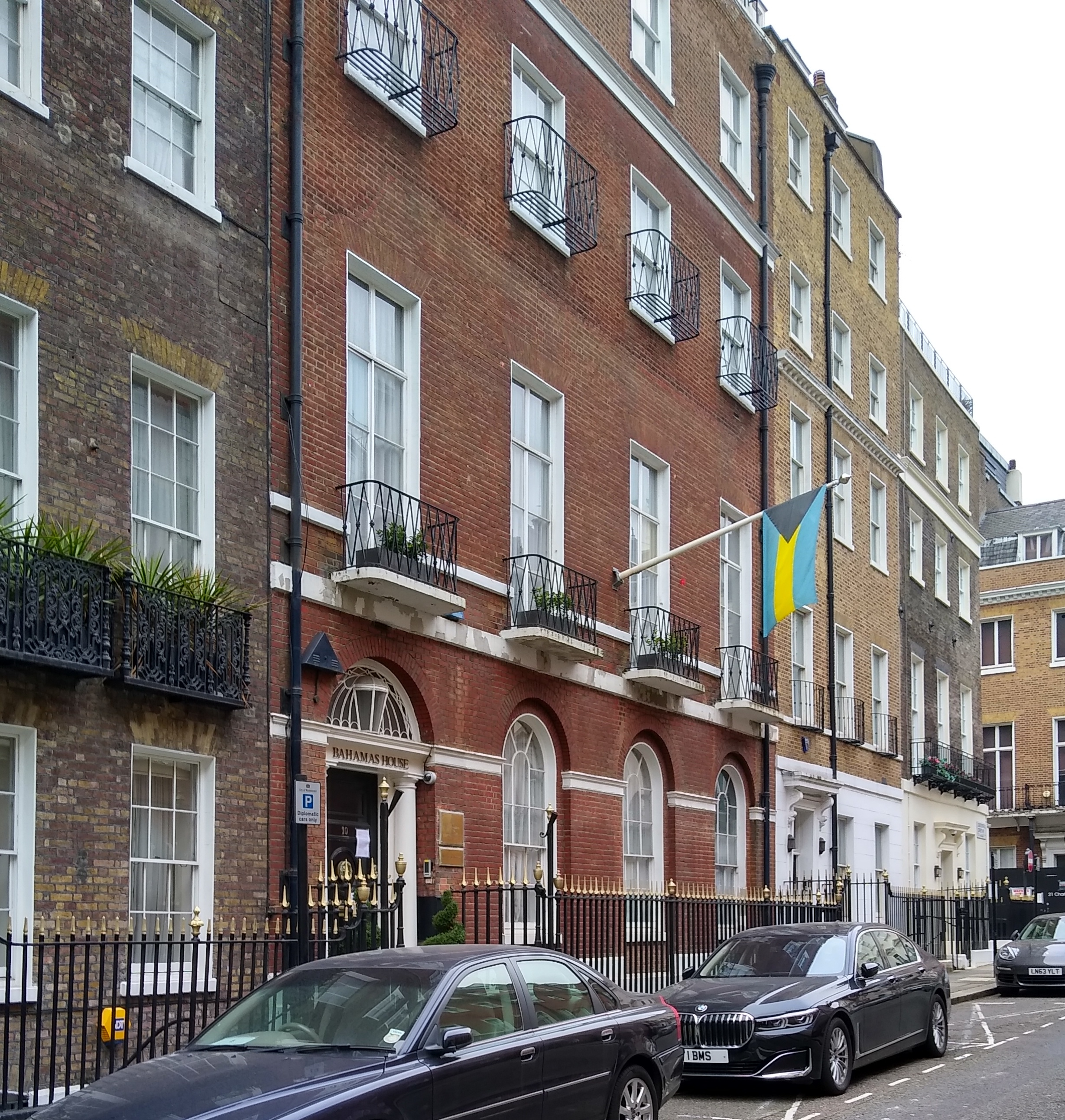
Haut-commissariat à Londres.
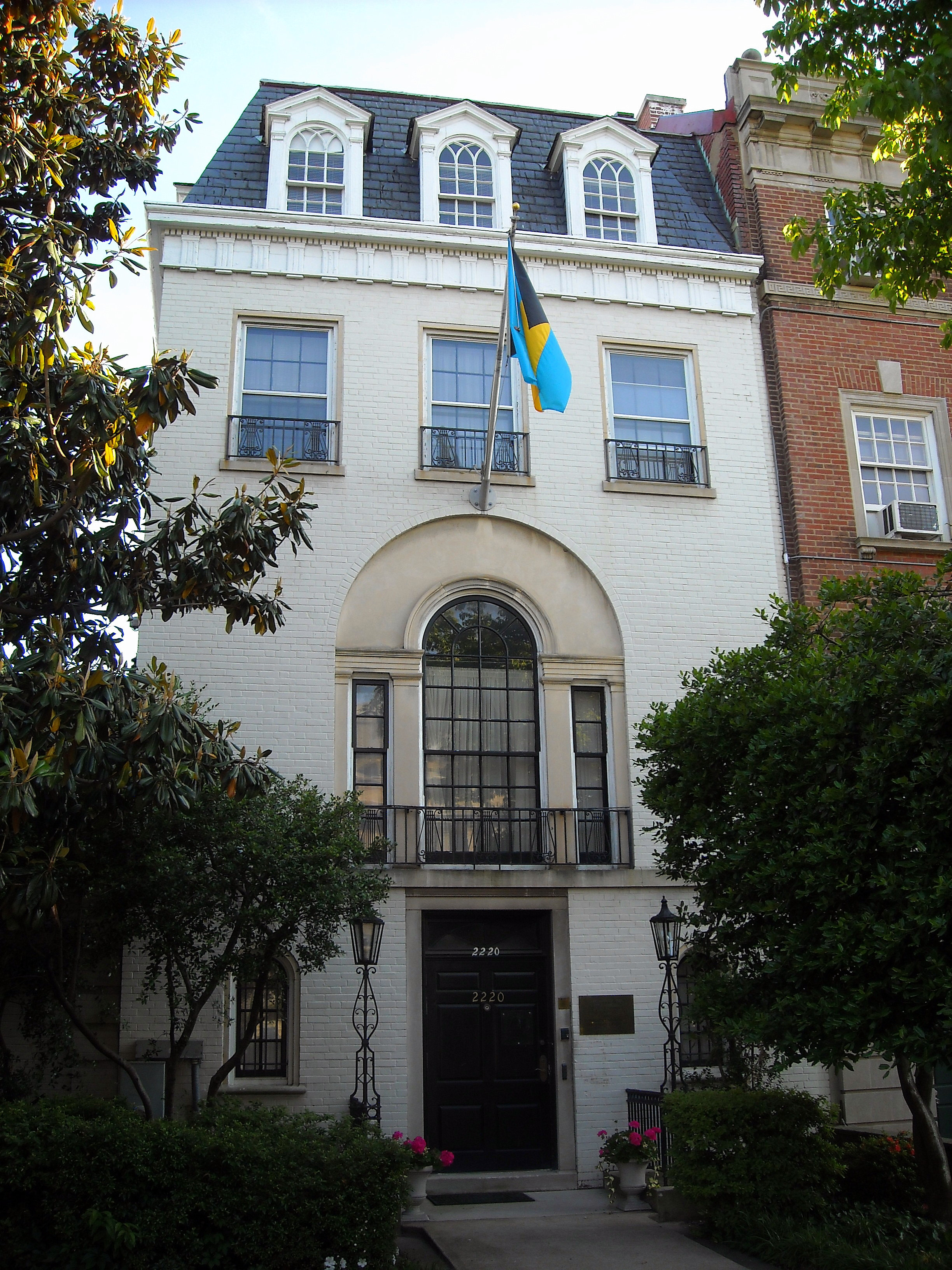
Ambassade à Washington, D.C.